# پتی آستین
پتی آستین (متولد ۱۰ اوت ۱۹۵۰) یک خواننده و ترانه‌سرای آر اند بی، پاپ و جاز آمریکایی برنده جایزه گرمی است که بیشتر برای «عزیزم، بیا پیش من» شناخته می‌شود.
آستین در هارلم، نیویورک، در خانواده گوردون آستین، ترومبونیست جاز به دنیا آمد. او در بای شور، نیویورک در لانگ آیلند بزرگ شد. کوئینسی جونز و دینا واشینگتن از خود به عنوان پدرخوانده او یاد می‌کردند.

## جوایز و افتخارات
- جایزه گرمی، بهترین آلبوم آواز جاز، آوانت گرشوین، ۲۰۰۸[۴]
- دکترای افتخاری، کالج موسیقی برکلی[۵]

## آهنگ‌شناسی

### آلبوم‌های استودیویی
| سال                                                                 | آلبوم                                      | موقعیت‌های نمودار | موقعیت‌های نمودار              | موقعیت‌های نمودار | موقعیت‌های نمودار | برچسب ضبط            |
| سال                                                                 | آلبوم                                      | ایالات متحده     | آلبوم‌های برتر آراندبی/هیپ-هاپ | جدول‌های بیلبورد  | انگلستان         | برچسب ضبط            |
| ------------------------------------------------------------------- | ------------------------------------------ | ---------------- | ----------------------------- | ---------------- | ---------------- | -------------------- |
| ۱۹۷۶                                                                | پایان کمان                                 | -بله .           | -بله .                        | ۳۱               | -بله .           | CTI                  |
| ۱۹۷۷                                                                | شیرینی هاوا                                | ۱۱۶              | -بله .                        | -بله .           | -بله .           | CTI                  |
| ۱۹۸۰                                                                | زبان بدن                                   | -بله .           | ۶۲                            | ۲۸               | -بله .           | CTI                  |
| ۱۹۸۱                                                                | هر خانه باید یکی داشته باشد                | ۳۶               | ۱۶                            | ۹                | ۹۹               | غرب                  |
| ۱۹۸۴                                                                | پاتتی آستین                                | ۸۷               | -بله .                        | -بله .           | -بله .           | غرب                  |
| ۱۹۸۵                                                                | فرار از قتل                                | ۱۸۲              | ۲۵                            | -بله .           | -بله .           | غرب                  |
| ۱۹۸۸                                                                | من واقعی                                   | -بله .           | ۵۶                            | ۷                | -بله .           | غرب                  |
| ۱۹۹۰                                                                | عشق تو رو میگیره                           | ۹۳               | ۴۵                            | ۴                | -بله .           | GRP                  |
| ۱۹۹۱                                                                | ادامه بده                                  | -بله .           | ۷۵                            | ۱۳               | -بله .           | GRP                  |
| ۱۹۹۴                                                                | اون جا اسرار                               | -بله .           | -بله .                        | ۱۲               | -بله .           | GRP                  |
| ۱۹۹۶                                                                | جوک باکس رویاها (تنها در ژاپن) (تنها ژاپن) | -بله .           | -بله .                        | -بله .           | -بله .           | پونی کانون           |
| ۱۹۹۸                                                                | در عشق و خارج از عشق                       | -بله .           | -بله .                        | -بله .           | -بله .           | کنکور                |
| ۱۹۹۹                                                                | خیابون رؤیاها                              | -بله .           | -بله .                        | -بله .           | -بله .           | انترسوند / پلاتین    |
| ۲۰۰۱                                                                | در راه عشق                                 | -بله .           | -بله .                        | ۲۱               | -بله .           | وارنر بروس           |
| ۲۰۰۲                                                                | برای ایلا                                  | -بله .           | -بله .                        | ۷                | -بله .           | پلی بوئی جاز / کنکور |
| ۲۰۰۳                                                                | "پاپیون" با بازی پاتتی آستین و فرانسیس یپ  | -بله .           | -بله .                        | -بله .           | -بله .           | برچسب استقلال        |
| ۲۰۰۷                                                                | Avant Gershwin                             | -بله .           | -بله .                        | ۵                | -بله .           | ملاقات               |
| ۲۰۱۱                                                                | توصیه‌های صحیح                              | -بله .           | -بله .                        | ۱۵               | -بله .           | شانهچی               |
| ۲۰۱۶                                                                | داستان‌های پری موسیقی قدرتمند               | -بله .           | -بله .                        | -بله .           | -بله .           | بذارین گریه کنیم     |
| " - " نشان می‌دهد که آلبوم در این منطقه منتشر نشده یا منتشر نشده است |                                            |                  |                               |                  |                  |                      |

### آلبوم‌های زنده
| ۱۹۷۹                                                                          | در خط پایین زندگی کنید | — | — | ۳۳ | CTI      |
| ۱۹۹۲                                                                          | زنده                   | — | — | ۲۰ | GRP      |
| ۲۰۱۷                                                                          | الا و لوئیس            | — | — | —  | ABC Jazz |
| " — " به این معنی است که آلبوم در نمودار شکست خورد و/یا در آن منطقه منتشر نشد |                        |   |   |    |          |

### تک آهنگ‌ها
| سال                                                                        | مجرد                                                       | موقعیت‌های اوج    | موقعیت‌های اوج    | موقعیت‌های اوج | موقعیت‌های اوج    | موقعیت‌های اوج | آلبوم                              |
| سال                                                                        | مجرد                                                       | R&B ایالات متحده | ۱۰۰ گرمای آمریکا | آمریکای جنوبی | رقص ایالات متحده | انگلستان      | آلبوم                              |
| -------------------------------------------------------------------------- | ---------------------------------------------------------- | ---------------- | ---------------- | ------------- | ---------------- | ------------- | ---------------------------------- |
| ۱۹۶۵                                                                       | "می‌خواهم دوست داشته باشم" / "یک پسر فوق العاده"            | -بله.            | -بله.            | -بله.         | -بله.            | -بله.         | (مروارید ۴۵ # ۶۲۴۷۱)               |
| ۱۹۶۶                                                                       | "بچش درد را از بین ببرید"                                  | -بله.            | -بله.            | -بله.         | -بله.            | -بله.         | (مروارید ۴۵ # ۶۲۴۹۱)               |
| ۱۹۶۹                                                                       | "شجر خانواده"                                              | ۴۶               | -بله.            | -بله.         | -بله.            | -بله.         | (هنرای متحد ۴۵ #505۲۰)             |
| ۱۹۷۱                                                                       | " کالیفرنیا سیاه "                                         | -بله.            | -بله.            | -بله.         | -بله.            | -بله.         | (کولمبیا ۴۵ #454۱۰)                |
| ۱۹۷۲                                                                       | "روز به روز"                                               | -بله.            | -بله.            | -بله.         | -بله.            | -بله.         | (کولمبیا ۴۵ #455۹۲)                |
| ۱۹۷۷                                                                       | "بگو که من را دوست داری"                                   | ۶۳               | -بله.            | -بله.         | -بله.            | -بله.         | پایان کمان                         |
| ۱۹۷۸                                                                       | "عشق، هرگز اینقدر خوب نبودم"                               | ۶۰               | -بله.            | -بله.         | -بله.            | -بله.         | ... به نظر میادو چیزهایی مثل این!! |
| ۱۹۷۸                                                                       | "ما عاشق هم هستیم"                                         | ۹۰               | -بله.            | -بله.         | -بله.            | -بله.         | شیرینی هاوا                        |
| ۱۹۸۰                                                                       | "زبان بدن"                                                 | ۴۵               | -بله.            | -بله.         | -بله.            | -بله.         | زبان بدن                           |
| ۱۹۸۱                                                                       | "آیا من را دوست داری؟" / "جن"                              | ۲۴               | -بله.            | -بله.         | ۱                | ۷۶            | هر خانه باید یکی داشته باشد        |
| ۱۹۸۱                                                                       | "رازماتاز" ( (با کوینسی جونز) )                            | ۱۷               | -بله.            | -بله.         | -بله.            | ۱۱            | مرد                                |
| ۱۹۸۱                                                                       | "بیتشا به من صدمه نمیده" (با کوینسی جونز) (با کوینسی جونز) | -بله.            | -بله.            | -بله.         | -بله.            | ۵۲            | مرد                                |
| ۱۹۸۱                                                                       | "هر خانه باید یک خانه داشته باشد"                          | ۵۵               | ۶۲               | ۲۴            | -بله.            | -بله.         | هر خانه باید یکی داشته باشد        |
| ۱۹۸۲                                                                       | "بیبی، به من بیای" (با جیمس اینگرام) (با جیمز اینگرام)     | ۹                | ۱                | ۱             | -بله.            | ۱۱            | هر خانه باید یکی داشته باشد        |
| ۱۹۸۳                                                                       | "چگونه می‌توانید موسیقی را اجرا کنید؟" ( (با جیمز انگرام) ) | ۶                | ۴۵               | ۵             | -بله.            | -بله.         | دوت                                |
| ۱۹۸۳                                                                       | "در زندگی ام"                                              | ۹۲               | -بله.            | -بله.         | -بله.            | -بله.         | در زندگی من                        |
| ۱۹۸۴                                                                       | "این می شه ویژه باشه"                                      | ۱۵               | ۸۲               | -بله.         | ۵                | -بله.         | "پاتی آسین دو نوع صدای اصلی"       |
| ۱۹۸۴                                                                       | "ریتم خیابان"                                              | ۳۳               | -بله.            | -بله.         | ۱۱               | ۹۶            | پاتتی آستین                        |
| ۱۹۸۴                                                                       | "به ماه شلیک کن"                                           | ۴۹               | -بله.            | -بله.         | ۱۶               | -بله.         | پاتتی آستین                        |
| ۱۹۸۵                                                                       | "عسل برای زنبورها"                                         | ۲۴               | -بله.            | -بله.         | ۶                | -بله.         | فرار از قتل                        |
| ۱۹۸۵                                                                       | "مرد شدن را رها می‌کنم"                                     | ۷۲               | -بله.            | -بله.         | -بله.            | -بله.         | فرار از قتل                        |
| ۱۹۸۵                                                                       | "گیم، گیم، گیمی" (با نارادا مایکل والدن)                   | ۳۹               | ۱۰۶              | -بله.         | -بله.            | ۸۷            | ماهیت چیزها                        |
| ۱۹۸۶                                                                       | "حرارتی گرم"                                               | ۱۳               | ۵۵               | -بله.         | ۱۴               | ۷۶            | فرار از قتل                        |
| ۱۹۹۰                                                                       | "در آزمایش زمان"                                           | ۶۰               | -بله.            | ۹             | -بله.            | -بله.         | عشق تو رو میگیره                   |
| ۱۹۹۱                                                                       | "به عشق تبدیل می‌شوید"                                      | ۵۵               | -بله.            | -بله.         | -بله.            | -بله.         | ادامه بده                          |
| ۱۹۹۲                                                                       | "حلمات تو رو زنده نگه دارم" (با جورج بنسون)                | -بله.            | -بله.            | -بله.         | -بله.            | ۶۸            | عزیزم لذت                          |
| ۱۹۹۴                                                                       | "به دست آوردن"                                             | -بله.            | -بله.            | -بله.         | ۴                | -بله.         | اون جا اسرار                       |
| " - " نشان می‌دهد که تک آهنگ به فهرست نمی‌رسد و/یا در آن قالب منتشر نشده است |                                                            |                  |                  |               |                  |               |                                    |

## فیلم‌شناسی
| سال  | فیلم                 | نقش                                                                  |
| ---- | -------------------- | -------------------------------------------------------------------- |
| ۱۹۷۸ | ویز                  | گروه کر کودکان ویز خوانندگان / گروه کر بزرگسالان ویز خوانندگان (صدا) |
| ۱۹۸۸ | تاکر: مرد و رؤیای او | میلی                                                                 |
| ۲۰۱۳ | ۲۰ قدم تا ستاره بودن | خودش                                                                 |